# Ruta 39 (Costa Rica)
La Ruta 39, oficialmente Paseo de la Segunda República, mayormente conocida como Circunvalación, es una ruta nacional de Costa Rica que rodea el casco central de San José.

## Descripción
Posee una topología de carretera de circunvalación, es una de las principales arterias de tránsito de la ciudad capital de San José (Costa Rica). 
La Ruta 39 desde sus principios se vio provista de 8 rotondas que luego fueron sufriendo modificaciones a lo largo de los años por pasos a desnivel para mejorar la circulación sobre la ruta. Actualmente queda la modernización de 3 pasos a nivel semaforizados en la localidad de los Hatillos que están próximos a iniciar obras para su modernización
En la provincia de San José, la ruta atraviesa el cantón de San José (los distritos de Zapote, San Francisco de Dos Ríos, La Uruca, Mata Redonda, Pavas, Hatillo, San Sebastián), el cantón de Goicoechea (los distritos de Guadalupe, Calle Blancos), el cantón de Montes de Oca (los distritos de San Pedro, Mercedes) y el cantón de Tibás (los distritos de Anselmo Llorente, San Juan, León XIII, Colima).

## Historia
En la segunda mitad de la década de los años 1950 el INVU, junto con el MOPT propuso la construcción de la llamada Carretera de Circunvalación. Se declaró de interés público el proyecto. Sin embargo, transcurrieron 20 años sin que la obra se realizara. El Ministerio de Obras Públicas y Transportes contrató a una empresa de consultorías norteamericana, en cuyo informe finalmente se sugirió que ya no era factible construir la vía en la ubicación original prevista. Este informe sugirió que el anillo se alejara más del casco central de San José, hacia zonas menos pobladas. Finalmente la vía de 4 carriles se empezó a construir en el año 1979.
Concebida al principio para ser un anillo de circunvalación completo que evitara entrar al centro de la capital, propiamente a los distritos céntricos de Carmen, Merced, Hospital, Catedral y Mata Redonda (y con ello evitar congestión vial en el casco central de la ciudad). La misma a pesar de que en un principio llegara a cumplir su cometido, ha demostrado a través de los años que, debido al crecimiento poblacional y la tenencia indiscriminada de vehículos, no es suficiente como ruta para evitar las presas (término costarricense para congestionamiento vial). Debido a estos motivos se han tenido que tomar medidas como la restricción vehicular, la construcción de pasos a desnivel y semáforos y que las personas opten por rutas alternas.

## Ruta y accesos
El tramo Oeste inicia desde La Uruca pasando a través de Pavas y facilita el acceso a sectores como Pavas, Mata Redonda, Escazú y La Uruca, además de conectar con la Ruta 1 y Ruta 27. El tramo Sur pasa por todos Los Hatillos, facilitando el acceso a los mismos, a Mata Redonda y a la Radial de Alajuelita. El tramo Sur también pasa a través de San Sebastián, facilitando el acceso a Paso Ancho, Desamparados y al distrito Hospital. Por último el tramo Este pasa por Zapote, San Pedro de Montes de Oca y Goicoechea, facilitando el acceso a lugares como el distrito Catedral, San Francisco de Dos Ríos, Curridabat, Sabanilla, Guadalupe, Calle Blancos y Moravia. En el tramo que conecta con la radial de Zapote ayuda a los conductores que van dirección hacia la Autopista Florencio del Castillo. Este último tramo sector Este también ayuda a quienes vayan a la Universidad de Costa Rica (en San Pedro de Montes de Oca) y tiene una bifurcación en el sector de Zapote que lleva a Casa Presidencial.

### Arco norte
Entre 1997 y 2024 la carretera estaba inconclusa. El sector comprendido entre Calle Blancos y La Uruca no se realizó como inicialmente estaba previsto. A principios de la década del 2000 el MOPT hizo la compra de los terrenos, pero no había procedido al desalojo. En abril de 2014 se anunció que las expropiaciones finalmente se iban a realizar. 
En junio del mismo año, la Contraloría General de la República dio el visto bueno al contrato para la construcción del arco norte, entre el Consejo Nacional de Vialidad (dependencia del MOPT) y el Consorcio Estrella H. Solís. Esta construcción comprende desde el cruce en La Uruca con la Ruta 108 y la Ruta 32, quedando pendiente el tramo entre la Ruta 32 y la Ruta 109 en Calle Blancos para terminar la carretera.
Una vez que se terminó el arco norte de la misma se puede acceder a localidades como Tibás, Santo Domingo de Heredia, Heredia y conecta con la Autopista Braulio Carrillo.
En la actualidad, el arco norte que completa el anillo periférico está terminada en su tronco principal y marginales. Dicha obra se encuentra dividida en 5 unidades funcionales, o trayectos. El primero de estos, es la intersección con la Uruca y se extiende hacia la localidad de León XIII, el mismo incluirá una radial que irá hacia el este de la ciudad de Heredia. La segunda unidad funcional conecta León XIII con la localidad de Colima. La tercera unidad va desde Colima hasta el antiguo precario conocido como el "Triángulo de la Solidaridad", ubicado del lado este de la Ruta 32, y que, además de esto, incluirá el viaducto más largo en el país con aproximadamente 2 kilómetros de longitud. Seguido por este se encuentra la cuarta unidad funcional, la cual se trata de la intersección con la ya mencionada Ruta 32, dicha intersección es la primera a 3 niveles en el país, ya que la Ruta 32 pasa por debajo de la Ruta 39 a través de un túnel, y en medio de ambas carreteras hay una rotonda que sirve para hacer intercambios entre ambas autopistas y también varias calles marginales. Finalmente, la quinta unidad funcional conecta la intersección con la Ruta 32 con el distrito de Calle Blancos, que es donde terminaba el tramo este de la carretera de circunvalación, sin embargo, esta unidad funcional no fue prevista a ser inaugurada junto a las otras 4, a pesar de que el diseño de dicho tramo ya ha sido aceptado.
Las primeras cuatro unidades funcionales de la obra (La Uruca - Ruta 32) están habilitadas desde junio de 2023 y la quinta unidad funcional (Ruta 32-Calle Blancos) está en servicio desde octubre de 2024, sin embargo, debido a una serie de retrasos en la obra, la quinta unidad funcional duró más en construcción.

### Cruces de carretera
| Cantón        | Distrito                                 | Nombre del cruce                  | Cruce con rutas                     | Notas | Coordenadas                               |
| ------------- | ---------------------------------------- | --------------------------------- | ----------------------------------- | --- | ----------------------------------------- |
| San José      | La Uruca                                 | Intercambio Uruca                 | Ruta 108                            | Ruta 39 a desnivel de 3 niveles                                                                                              | 9°57′02″N 84°06′10″O / 9.95044, -84.10291 |
| San José      | La Uruca                                 | Intercambio Monumento al Agua     | Ruta 1                              | Ruta 39 en paso elevado | 9°56′46″N 84°06′32″O / 9.94600, -84.10884 |
| San José      | Pavas                                    | Intercambio Pavas                 | Ruta 104                            | Ruta 39 en paso inferior | 9°56′20″N 84°07′01″O / 9.93881, -84.11688 |
| San José      | Pavas, Mata Redonda                      | Intercambio Ruta 27               | Ruta 27                             | Ruta 39 en paso elevado | 9°56′10″N 84°06′59″O / 9.93617, -84.11650 |
| San José      | Hatillo                                  | Intercambio Hatillo               | Ruta 177                            | Ruta 39 en paso elevado | 9°55′22″N 84°06′27″O / 9.92273, -84.10763 |
| San José      | Hatillo                                  | Rotonda Rancho Guanacaste         | Ruta 110                            | Ruta 39 en paso elevado | 9°54′40″N 84°05′58″O / 9.91116, -84.09933 |
| San José      | San Sebastián                            | Rotonda de San Sebastián          | Ruta 214                            | Ruta 39 en paso inferior | 9°54′38″N 84°05′07″O / 9.91046, -84.08539 |
| San José      | San Sebastián                            | Rotonda de Paso Ancho (Guacamaya) | Ruta 213                            | Ruta 39 en paso inferior | 9°54′43″N 84°04′43″O / 9.91208, -84.07867 |
| San José      | San Sebastián                            | Intercambio Parque de la Paz      | Ruta 175                            | Ruta 39 en paso inferior | 9°54′48″N 84°04′29″O / 9.91338, -84.07483 |
| San José      | San Sebastián, San Francisco de Dos Ríos | Rotonda de la Y Griega            | Ruta 209, Ruta 211                  | Ruta 39 en paso elevado | 9°54′55″N 84°04′09″O / 9.91517, -84.06908 |
| San José      | Zapote                                   | Rotonda de las Garantías Sociales | Ruta 215                            | Ruta 39 en paso inferior | 9°55′17″N 84°03′35″O / 9.92133, -84.05964 |
| Montes de Oca | San Pedro                                | Rotonda de la Hispanidad          | Ruta 2                              | Ruta 39 en paso elevado | 9°55′58″N 84°03′22″O / 9.93289, -84.05598 |
| Montes de Oca | Mercedes                                 | Rotonda de la Bandera             | Ruta 202, Avenida 17, Boulevar Dent | Ruta 39 en paso superior (frente a la Facultad de Derecho de la Universidad de Costa Rica) e inferior (debajo de la rotonda) | 9°56′22″N 84°03′17″O / 9.93943, -84.05471 |
| Goicoechea    | Guadalupe                                | Rotonda del Bicentenario          | Ruta 218                            | Ruta 39 en paso inferior | 9°56′35″N 84°03′38″O / 9.94296, -84.06052 |
| Goicoechea    | Calle Blancos                            | Intercambio Calle Blancos         | Ruta 109                            | Ruta 39 en paso a nivel. paso inferior                                                                                       | 9°56′47″N 84°03′45″O / 9.94647, -84.06263 |
| Goicoechea    | Calle Blancos                            | Intercambio Ruta 32               | Ruta 32                             | Ruta 39 en tercer nivel, rotonda en segundo nivel, Ruta 32 en primer nivel                                                   | 9°56′58″N 84°04′21″O / 9.94950, -84.07256 |
| Tibás         | León XIII                                | Intercambio Radial a Heredia      | en construcción                     | en construcción | 9°57′20″N 84°05′45″O / 9.95563, -84.09581 |